# Alcis attracta
Alcis attracta là một loài bướm đêm trong họ Geometridae.